# David Gilmour
David Jon Gilmour (Cambridge, Reino Unido, 6 de marzo de 1946) es un músico, compositor y multiinstrumentista británico, conocido por haber sido vocalista, guitarrista y uno de los compositores de la banda de rock progresivo Pink Floyd, a la cual se unió poco antes del abandono de Syd Barrett en 1968. Junto con su trabajo en esta banda, Gilmour ha colaborado en otras publicaciones como productor y ha estado envuelto activamente en eventos benéficos a lo largo de su carrera.
Gilmour está considerado como uno de los mejores guitarristas de rock de la historia.
Aparte de su trabajo con Pink Floyd, el músico ha grabado cinco álbumes de estudio en calidad de solista, todos con presencia en el Top 40 estadounidense. Su álbum debut David Gilmour logró posicionarse en la casilla n.º 29 en 1978, About Face se ubicó en la posición n.º 32 en 1984, On an Island se posicionó en la sexta posición en 2006 y Rattle That Lock se ubicó en la quinta posición en 2015. Además, sus álbumes en vivo Live in Gdańsk (2008) y Live at Pompeii (2017) lograron las posiciones 26 y 45 respectivamente en los Estados Unidos. En 2024, su nuevo álbum Luck and Strange debutó en la posición n.º 18 del Billboard 200, siendo otro de sus mayores éxitos solistas. Todos los álbumes mencionados fueron además exitosos en las listas británicas y figuraron en las de otros países.
En 2003, fue nombrado comendador de la Orden del Imperio Británico. En el último listado de los 100 mejores guitarristas publicado por la revista Rolling Stone, el músico está posicionado en el decimocuarto lugar (entre Albert King y Freddy King), y en la octava posición de la lista "los 100 mejores guitarristas", de la revista Total Guitar. En 2006 la revista estadounidense Guitar World incluyó tres de sus canciones entre "los 100 mejores solos de todos los tiempos".
En 1996, fue incluido en el Salón de la Fama del Rock and Roll como miembro de Pink Floyd, y en agosto de 2006, su solo en "Comfortably Numb" fue votado por los espectadores de la estación de radio Planet Rock como el mejor solo de guitarra de la historia jamás grabado. Su particular estilo, unido al inmenso éxito comercial y crítico de Pink Floyd han convertido a Gilmour en uno de los guitarristas más representativos e influyentes del panorama musical.

## Primeros años y educación
David Jon Gilmour nació el 6 de marzo de 1946 en Cambridge, Inglaterra. Su padre, Douglas Gilmour, fue un experto en zoología y docente de la Universidad de Cambridge y su madre Sylvia se desempeñó como editora para la BBC. En 1956, cuando David era todavía un niño, la familia se mudó a Grantchester.
Los padres de Gilmour lo estimularon para que siguiera sus intereses musicales, y en 1954 le compraron su primer disco, "Rock Around the Clock" de Bill Halley. Su entusiasmo por la música incrementó al año siguiente con la canción de
Elvis Presley "Heartbreak Hotel" y más tarde con "Bye Bye Love" de Everly Brothers, canción que le hizo interesarse en la ejecución de la guitarra. Para poder practicar le pidió una guitarra prestada a un vecino y nunca se la devolvió. Al poco tiempo empezó a practicar con un método creado por Pete Seeger. A los once años asistió a la Perse School en Cambridge, algo que no disfrutaba. Allí conoció a sus futuros compañeros en Pink Floyd, el guitarrista Syd Barrett y el bajista Roger Waters.
En 1962 empezó a estudiar lenguas modernas en el Colegio Técnico de Cambridge. Aunque no finalizó sus estudios aprendió a hablar francés de manera fluida. Barrett también estudiaba en el mismo colegio y pasaba algunos momentos con él practicando guitarra. A finales de 1962 se unió a la banda de blues rock Jokers Wild, agrupación con la que grabó un álbum y un sencillo en el estudio Regent Sound en Londres, aunque se fabricaron solamente quince copias de cada uno. En agosto de 1965, Gilmour viajó a España y a Francia con Barrett y otros amigos para conseguir algo de dinero interpretando canciones de The Beatles en las calles y en algunos bares. Allí fueron arrestados en una ocasión por indigencia, e incluso David requirió tratamiento en un hospital por su estado de desnutrición. Luego se trasladó hasta París con Barrett, donde acamparon fuera de la ciudad por una semana y visitaron el museo de Louvre. Durante esta época Gilmour trabajó en varios sitios, e incluso llegó a desempeñarse como conductor y asistente del diseñador de modas Ossie Clark.
David viajó por Francia en 1967 con Rick Wills y Willie Wilson, miembros de Jokers Wild. El trío realizó algunas presentaciones bajo el nombre de Flowers, sin lograr suceso comercial. Después de escuchar sus pobres versiones de otros artistas, los propietarios de los clubes se mostraban reacios a pagarles, y poco después de su llegada a París, fueron víctimas del robo de su equipo. Estando en Francia, Gilmour contribuyó como vocalista y músico de sesión en dos canciones para la banda sonora de la película Yo soy el Amor, con Brigitte Bardot como protagonista. En mayo el músico retornó brevemente a Londres en busca de nuevo equipo de sonido. Durante su estadía allí vio a Pink Floyd grabar "See Emily Play" y quedó sorprendido cuando Barrett, que empezaba a manifestar serios problemas mentales, ni siquiera pudo reconocerlo. Cuando la banda Flowers regresó a Inglaterra a fines de ese año, ni siquiera tenían dinero para llenar el tanque de su autobús.

## Pink Floyd
En diciembre de 1967, el baterista de Pink Floyd, Nick Mason, se reunió con Gilmour y le ofreció unirse a la banda para reemplazar al cada vez más errático Barrett. La banda inicialmente pretendía continuar con Barrett como compositor. Uno de los socios comerciales del grupo, Peter Jenner, afirmó: "La idea era que Dave cubriera las excentricidades de Barrett, quien se dedicaría simplemente a componer cuando no estuviera en condiciones de tocar. Simplemente queríamos mantenerlo involucrado en el proyecto". En marzo de 1968 Syd aceptó irse de la banda, pues su comportamiento era prácticamente insostenible.
Tras la salida de Barrett, la etapa de rock sicodélico finalizó y Gilmour se convirtió en el cantante principal de Pink Floyd compartiendo las voces con Roger Waters y Richard Wright en una menor medida comenzando la era del rock progresivo, la diferencia de las producciones entre estas épocas llevó el sello de Waters principalmente y Gilmour. 
Tras el rotundo éxito de los álbumes The Dark Side of the Moon y Wish You Were Here, Waters tuvo mayor control en la banda, componiendo y cantando la mayor parte del material contenido en Animals y The Wall. Wright fue despedido durante las sesiones de The Wall y la relación entre Gilmour y Waters se deterioró signifivativamente durante el rodaje de la película The Wall y durante la grabación del álbum The Final Cut. La última presentación en vivo de The Wall se llevó a cabo el 17 de junio de 1981 en Londres; convirtiéndose en la última aparición de Pink Floyd con Waters por cerca de 25 años.

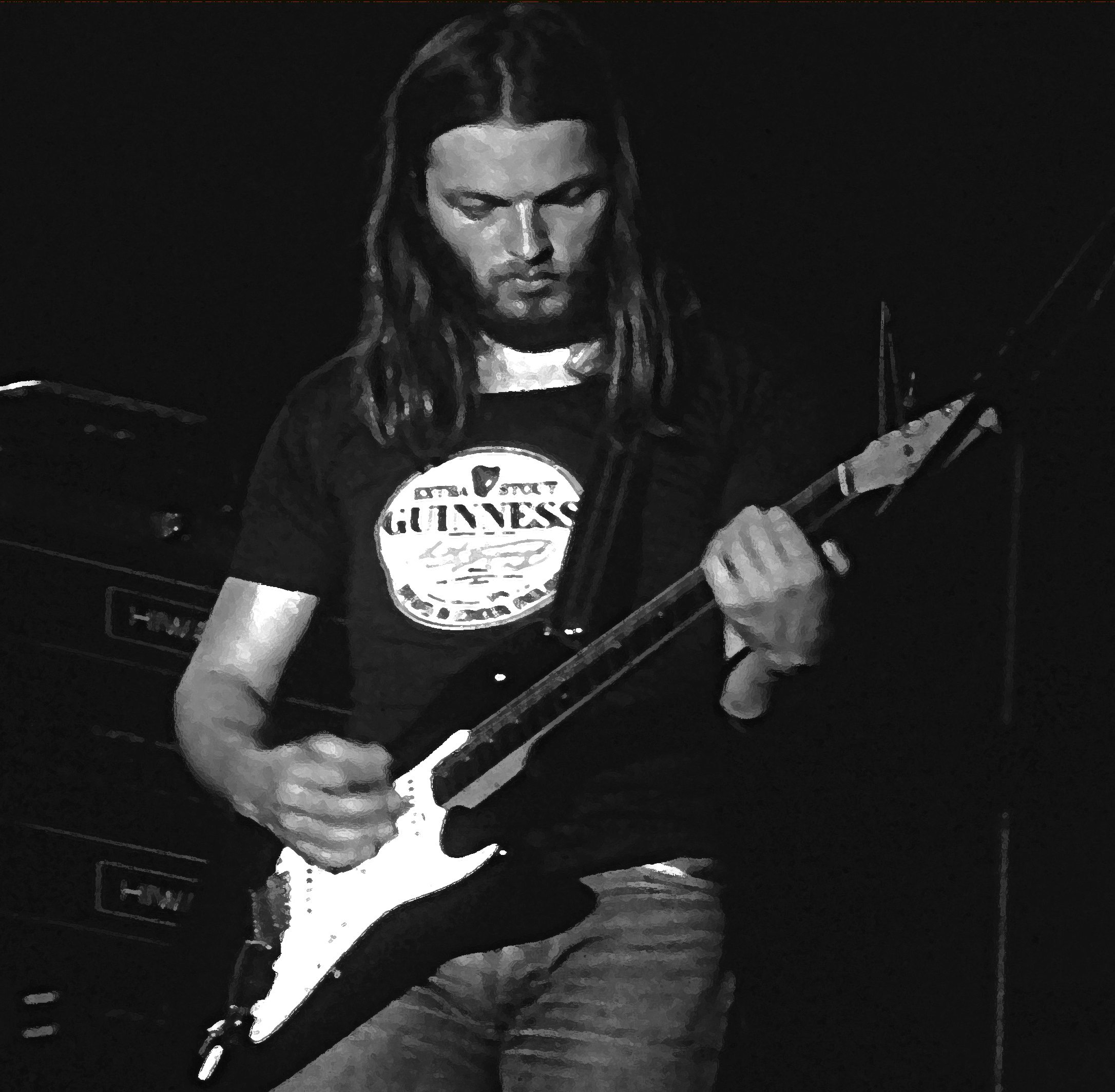
Gilmour con Pink Floyd en la década de 1970.

A finales de la década de 1970, Gilmour empezó a pensar que su talento musical estaba siendo infrautilizado en Pink Floyd. En 1978 canalizó sus ideas para grabar su primer álbum como solista, David Gilmour, en el cual mostró su talento compositivo y como guitarrista. La música escrita durante las etapas finales del álbum que no pudo ser utilizada en el mismo, fue usada por Waters y convertida finalmente en "Comfortably Numb", canción incluida en The Wall.
La atmósfera negativa que rodeó la creación de The Wall, su película y The Final Cut (virtualmente un álbum como solista de Roger Waters), llevó a Gilmour a producir su segundo disco como solista, About Face, en 1984. Usó el disco para expresar una cantidad de sentimientos, desde el asesinato de John Lennon hasta su tirante relación con Waters. Gilmour giró por Europa y por los Estados Unidos con su banda de soporte, The Television Personalities, quienes fueron eliminados de la alineación después de que Dan Treacy revelara la dirección de Syd Barrett en el escenario en una de las fechas de la gira. Nick Mason también realizó una aparición especial en la gira en el Reino Unido, que a pesar de algunas cancelaciones finalmente fue un éxito comercial. Cuando regresó de la ruta, David se dedicó a realizar colaboraciones con otros artistas y a producir algunos discos.
En 1985 Waters declaró que Pink Floyd era "una fuerza creativa desgastada". Gilmour y Mason respondieron con un comunicado de prensa declarando que Waters había renunciado a la banda y que ambos tenían la intención de continuar sin él. Gilmour asumió el control del grupo y publicó A Momentary Lapse of Reason en 1987, con algunas contribuciones de Mason y Richard Wright y con una gran cantidad de músicos de sesión. Wright oficialmente retornó a Pink Floyd para iniciar la gira de soporte de A Momentary y para la grabación del álbum The Division Bell de 1994. Gilmour afirmó: "Tuve varios problemas con la dirección de la banda en nuestro pasado reciente, antes de que Roger se fuera. Creo que, debido a que los significados específicos de las letras eran muy importantes para él, la música se convirtió en un mero vehículo para las letras, y no un vehículo muy inspirador. The Dark Side of the Moon y Wish You Were Here fueron exitosos no solo por las contribuciones de Roger, sino también porque había un mejor equilibrio entre la música y las letras. Eso es lo que traté de hacer con A Momentary Lapse of Reason, prestar más atención a la música, restablecer el equilibrio sin él". En 1986 el músico compró una casa flotante en el río Támesis cerca de Hampton Court y la transformó en un estudio de grabación. La mayor parte de los álbumes de Pink Floyd publicados durante este periodo, al igual que el álbum solista de Gilmour de 2006 On an Island fueron grabados allí.

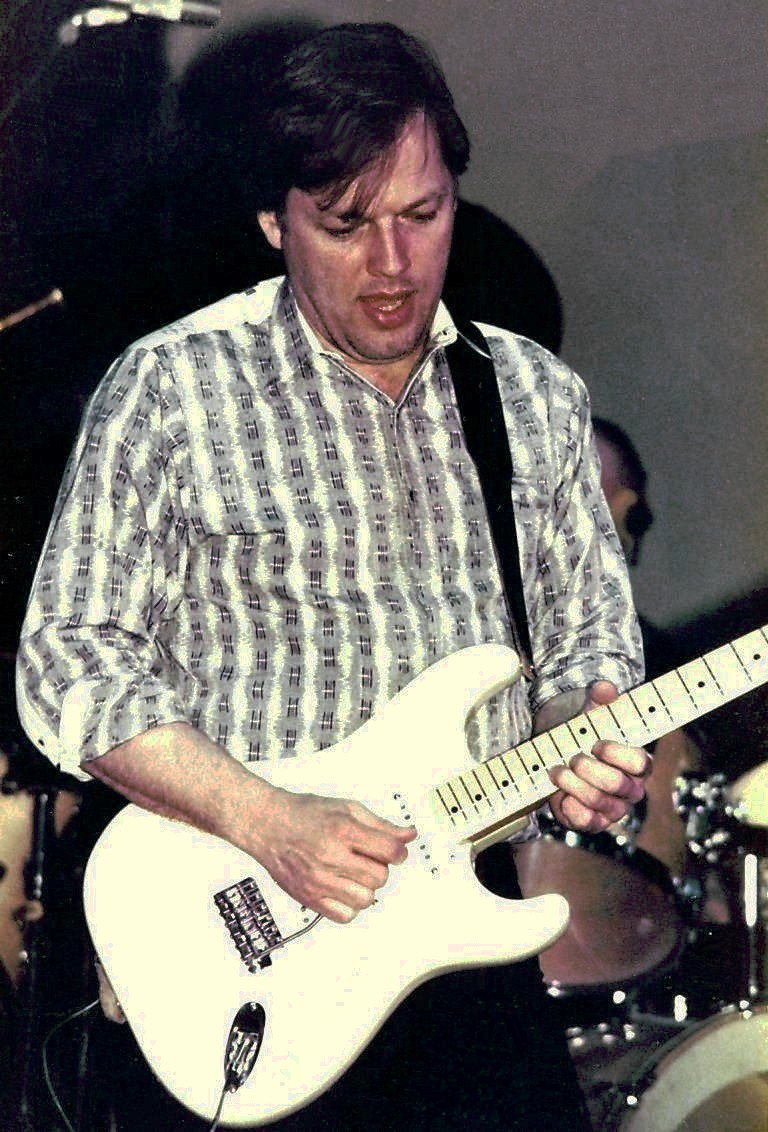
Gilmour en 1984.

El 2 de julio de 2005 Gilmour se presentó con Pink Floyd en el evento de caridad Live 8. La banda estuvo conformada por última vez por Waters, Mason, Wright y Gilmour. Esta presentación ocasionó que las ventas del álbum recopilatorio Echoes: The Best of Pink Floyd aumentaran significativamente.  Gilmour donó sus ganancias a la caridad, afirmando: "Aunque el objetivo principal ha sido despertar la conciencia y presionar a los líderes del G8, no sacaré provecho del concierto. Ese dinero debería usarse para salvar vidas". Después de la presentación, la banda rechazó una oferta para hacer una gira por los Estados Unidos por un valor de 150 millones de libras esterlinas.
En 2006 Gilmour afirmó que probablemente Pink Floyd nunca volvería a grabar un álbum ni a realizar una gira nuevamente, diciendo: "Creo que ya es suficiente. Tengo 60 años. Ya no tengo voluntad para semejante trabajo. Pink Floyd fue una parte importante de mi vida, lo pasé muy bien, pero se acabó. Para mí es mucho menos complicado trabajar solo".
En diciembre de 2006 el músico publicó un tributo a Syd Barrett, fallecido el 7 de julio de ese año, con una versión muy personal del primer sencillo de Pink Floyd "Arnold Layne". Grabado en el prestigioso Royal Albert Hall, el sencillo presentó dos versiones de la canción, con Richard Wright y David Bowie como cantantes respectivamente. El sencillo logró figurar en el Top 20 de las listas de éxitos británicas.
Desde su aparición en el Live 8 en 2005, Gilmour ha repetido constantemente que no habrá una reunión de Pink Floyd. El fallecimiento del tecladista Richard Wright en septiembre de 2008 terminó por confirmar esta situación. El 7 de noviembre de 2014, Pink Floyd publicó The Endless River. Gilmour aseguró que sería el último álbum de Pink Floyd, diciendo: "Creo que hemos logrado con éxito hacer un buen álbum con el material que teníamos... Es una pena, pero este es el final". No se realizó una gira en soporte del disco, pues Gilmour sintió que sería imposible realizarla sin Wright. En agosto de 2015 el músico reiteró el final de Pink Floyd diciendo que una reunión sin Wright sería inapropiada.

## Roy Harper
Gilmour ha colaborado en más de una ocasión con el cantautor británico Roy Harper, quien compartió escenario alguna vez con Pink Floyd. Harper además cantó "Have a Cigar" en el álbum de Floyd de 1975 Wish You Were Here y la interpretó en vivo con la banda en el Festival de Knebworth. Gilmour tocó en los álbumes de Harper HQ (1975), The Unknown Soldier (1980) y Once (1990). Además colaboró en la composición de algunas canciones en The Unknown Soldier. Una de ellas, "Short and Sweet", fue grabada inicialmente para ser incluida en el primer álbum solista de Gilmour. En las canciones "You" y "Once" colaboró con la cantante Kate Bush. En abril de 1984, Harper hizo una aparición en un concierto de Gilmour en el Hammersmith Odeon para cantar "Short and Sweet". Esta última canción fue incluida en el set del concierto de Gilmour Live 1984. Harper también aportó algunos coros en el álbum About Face de David.
Tras componer la música de una canción para About Face, Gilmour se comunicó con Pete Townshend de The Who y le pidió que escribiera la letra. Townshend lo hizo pero a Gilmour no le gustó su composición (Townshend usó más adelante esta letra para componer su canción "White City Fighting" e incluirla en su álbum de 1985 White City: A Novel). Gilmour le pidió el mismo favor a Harper, pero de igual manera rechazó su letra, decidiendo finalmente no incluir esta canción en su álbum. Finalmente Harper grabó su propia versión de la canción, titulándola "Hope" e incluyéndola en su álbum de 1985 Whatever Happened to Jugula?, una colaboración con el guitarrista Jimmy Page.

## Kate Bush
A David Gilmour se le ha acreditado el impulso inicial en la carrera de la cantante y compositora británica Kate Bush. Cuando ella estaba en la escuela, Gilmour recibió una copia de su cinta demo de parte de Ricky Hopper, un amigo en común de David y de la familia Bush. Impresionado, ayudó a la entonces adolescente Bush a grabar una cinta más profesional para poder ofrecerla a las compañías discográficas. Fueron grabadas tres canciones, pagadas por el bolsillo de David. La cinta fue producida por Andrew Powell, quien se encargó también de producir los primeros dos álbumes de la cantante. Gilmour arregló una reunión con el ejecutivo de EMI Terry Slater para presentarle la cinta demo de Bush, hecho que le permitió a la adolescente conseguir su primer contrato discográfico.
David ofició como productor ejecutivo en dos canciones del álbum debut de Bush, The Kick Inside, incluyendo su segundo sencillo "The Man with the Child in His Eyes". Aportó además los coros para la canción "Pull Out the Pin" del cuarto álbum de Kate, The Dreaming, y tocó la guitarra en las canciones "Love and Anger" y "Rocket's Tail" de su sexta producción discográfica, The Sensual World.
En marzo de 1987 Bush cantó "Running Up That Hill" en un concierto benéfico, con Gilmour en la guitarra. Esta presentación fue incluida en un DVD publicado en el año 2009. En 2002 Kate interpretó "Comfortably Numb", cantando la parte del doctor en el concierto de David Gilmour en el Royal Festival Hall en Londres.

## Trabajo como solista

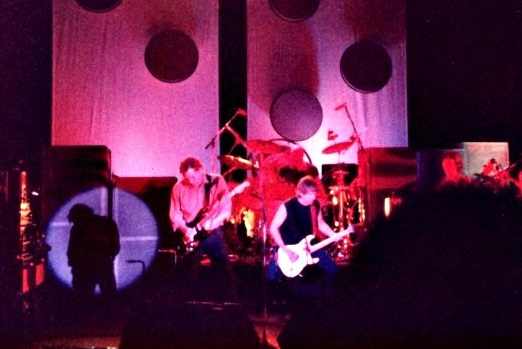
Gilmour en vivo en Bruselas, en su gira About Face de 1984.

David Gilmour ha grabado cuatro álbumes de estudio, todos con presencia en el Top 40 estadounidense. Su álbum debut logró posicionarse en la casilla n.º 29 en 1978, About Face se ubicó en la posición n.º 32 en 1984, On an Island escaló hasta la sexta posición en 2006 y Rattle That Lock se ubicó en la quinta posición en 2015. Sus álbumes en vivo Live in Gdansk (2008) y Live at Pompeii (2017) se ubicaron en las posiciones 26 y 45 respectivamente. Todos estos álbumes lograron figurar también en las listas de éxitos británicas.
Aparte de su trabajo con Pink Floyd, Gilmour desempeñó roles como productor e ingeniero de sonido para bandas y artistas como Syd Barrett, Unicorn, Paul McCartney, Arcadia, Berlin, John Martyn, Grace Jones, Tom Jones, Elton John, Eric Clapton, B.B. King, Seal, Sam Brown, Jools Holland, Pete Townshend, Supertramp, Levon Helm, Robbie Robertson, Alan Parsons y Peter Cetera.
En 1985 tocó en el sexto álbum de Bryan Ferry Boys and Girls y en la canción "Is Your Love Strong Enough" para la versión estadounidense de la película de Ridley Scott Legend. Se creó un vídeo musical para esta canción, presentando a Ferry y a Gilmour en imágenes de la película. A finales de ese año, Gilmour tocó con Ferry en el concierto Live Aid, donde se registró su primera colaboración con el tecladista Jon Carin, quien se convertiría en un músico de gira habitual con Pink Floyd años después.

### Década de 2000
Entre 2001 y 2002 David realizó seis recitales acústicos en Londres y París con una pequeña banda, que fueron documentados en el álbum In Concert. El 24 de septiembre de 2004 tocó tres canciones en un evento llamado The Strat Pack en el Wembley Arena, celebrando los 50 años de existencia de la guitarra Fender Stratocaster. En el evento participaron otros renombrados guitarristas como Joe Walsh, Brian May, Gary Moore, Mike Rutherford y Hank Marvin.

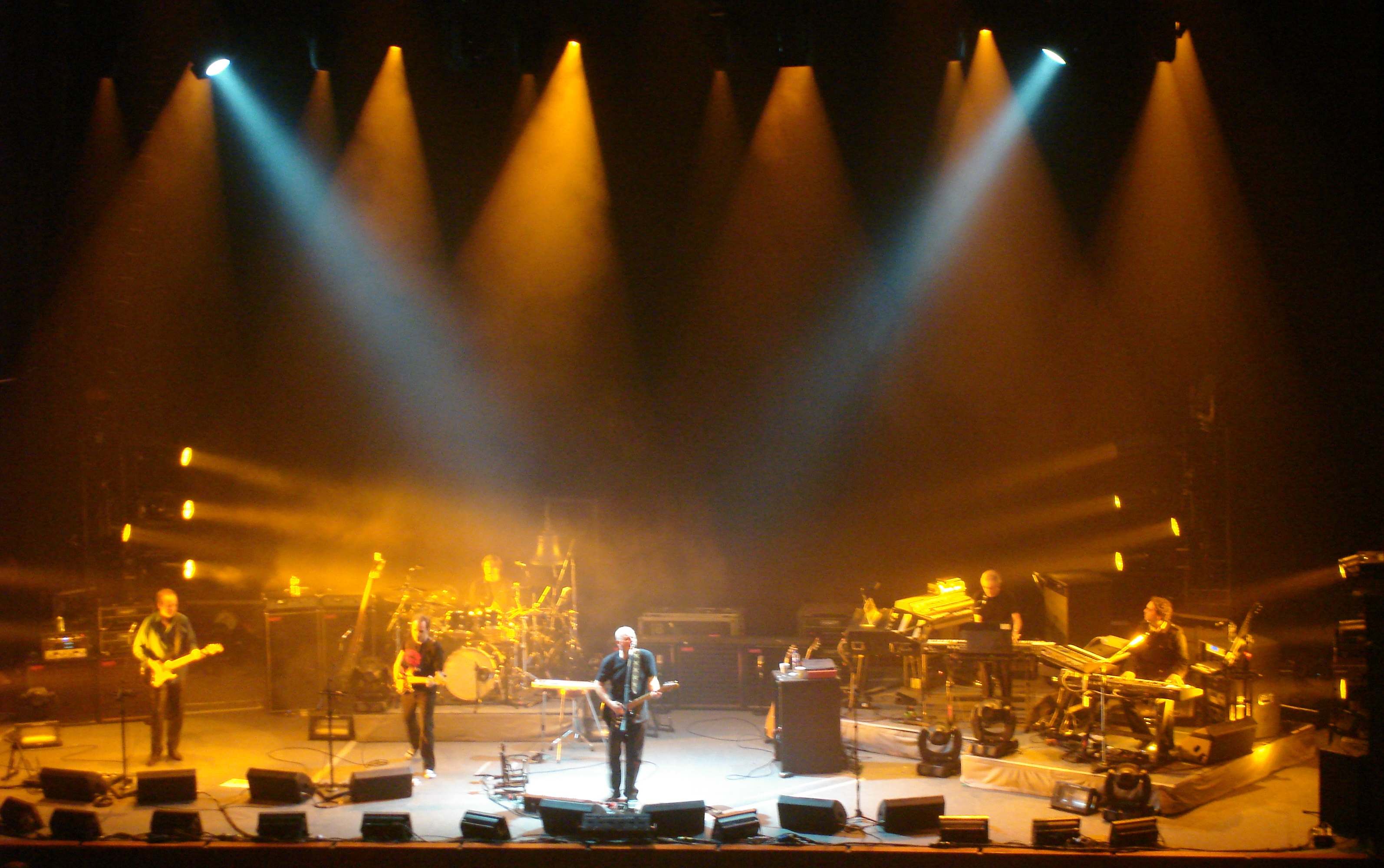
Gilmour en vivo en Fráncfort, Alemania, 2006.

El 6 de marzo de 2006 el músico publicó su tercer álbum como solista, On an Island. Debutó en la primera posición de las listas de éxitos británicas y alcanzó el Top 5 en Alemania y Suecia. Además se convirtió en el primer álbum del artista como solista en alcanzar el Top 10 estadounidense, logrando ubicarse en la sexta posición en la lista Billboard 200. Producido por Gilmour, Phil Manzanera y Chris Thomas, el álbum incorpora orquestaciones del reconocido compositor polaco Zbigniew Preisner y letras escritas principalmente por la esposa de David, la novelista Polly Samson. El disco además registró colaboraciones de David Crosby y Graham Nash interpretando los coros en la canción homónima, de Robert Wyatt en la percusión y de Richard Wright como organista y corista. Otros músicos que colaboraron en la grabación del álbum fueron Jools Holland, Georgie Fame, Andy Newmark, B. J. Cole, Chris Stainton, Willie Wilson, Rado 'Bob' Klose y Leszek Możdżer. Para promocionar el disco, Gilmour realizó una gira por Europa y Norteamérica entre el 10 de marzo y el 31 de mayo de 2006. El tecladista Richard Wright y sus colaboradores frecuentes Dick Parry, Guy Pratt y Jon Carin lo acompañaron en la gira. En una conferencia de prensa previa a la gira, Gilmour afirmó: "Espero que con este anuncio de gira, la gente me crea cuando les digo, honestamente, que esta es la única banda con la que planeo hacer una gira", refiriéndose a las especulaciones sobre una reunión de los músicos originales de Pink Floyd.
El 10 de abril de 2006, On an Island logró la certificación de platino en Canadá. El 17 de septiembre de 2007 fue publicado un DVD con una presentación en vivo del artista, titulado Remember That Night – Live at the Royal Albert Hall. El DVD, dirigido por David Mallet, contiene cerca de cinco horas de material, incluyendo un documental y apariciones especiales de David Bowie y Robert Wyatt. La presentación final de la gira On an Island fue llevada a cabo en la ciudad de Gdańsk el 26 de agosto de 2006 ante unos cien mil espectadores. La presentación fue grabada e incluida en el álbum Live in Gdańsk. Para esta ocasión Gilmour tocó acompañado de la Filarmónica Polaca Báltica, dirigida por Zbigniew Preisner.
El 25 de mayo de 2009 participó en un concierto en Union Chapel, Islington, como parte de una campaña benéfica. En el concierto colaboró con el dúo proveniente de Mali, Amadou & Mariam. El 4 de julio de 2009 se unió en el escenario con su amigo Jeff Beck en el Royal Albert Hall. Gilmour y Beck intercambiaron solos de guitarra en "Jerusalem" y cerraron el show con "Hi Ho Silver Lining". En agosto de 2009 publicó el sencillo "Chicago – Change the World", en el que cantó, tocó la guitarra, el bajo y los teclados con el fin de promover la conciencia en el difícil caso del hacker británico Gary McKinnon.

### Década de 2010

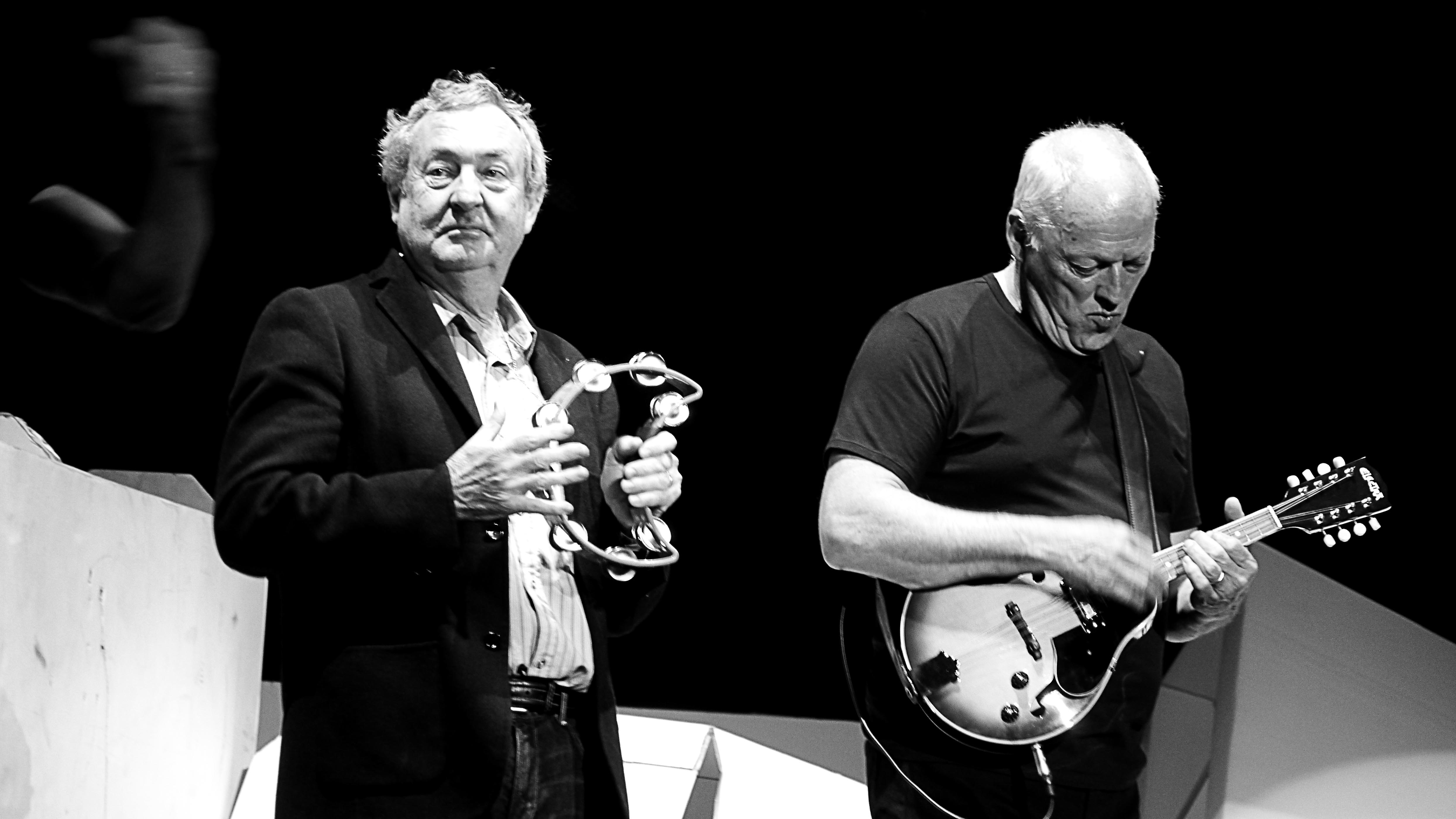
Gilmour con el baterista Nick Mason (izquierda) durante el concierto The Wall Live el 12 de mayo de 2011.

El 11 de julio de 2010, Gilmour tocó junto a Roger Waters en soporte de la Fundación Hoping en Oxfordshire, Inglaterra. El recital fue presentado por Jemima Goldsmith y Nigella Lawson, y según los espectadores, parecía que Gilmour y Waters habían terminado su larga disputa, exhibiendo una actitud festiva entre ellos. Waters posteriormente confirmó en su página de Facebook que Gilmour tocaría "Comfortably Numb" con él durante uno de sus conciertos en su gira The Wall Live. Efectivamente, Gilmour tocó la canción con Waters el 12 de mayo de 2011 en Londres. El baterista Nick Mason también realizó una breve aparición en el espectáculo.
David publicó un álbum con el grupo de música electrónica The Orb en 2010 titulado Metallic Spheres, en el que se desempeñó como productor, compositor, cantante y guitarrista. En 2011, Rolling Stone lo ubicó en la posición n.º 14 en su lista de los 100 mejores guitarristas de la historia.
Graham Nash y el técnico de guitarras de David, Phil Taylor, afirmaron que el músico se encontraba grabando un nuevo álbum de estudio que probablemente vería la luz en 2014, con la colaboración de Nash y David Crosby. Por su parte, Polly Samson afirmó vía Twitter que se encontraba en proceso de composición de letras para el nuevo álbum de su esposo.

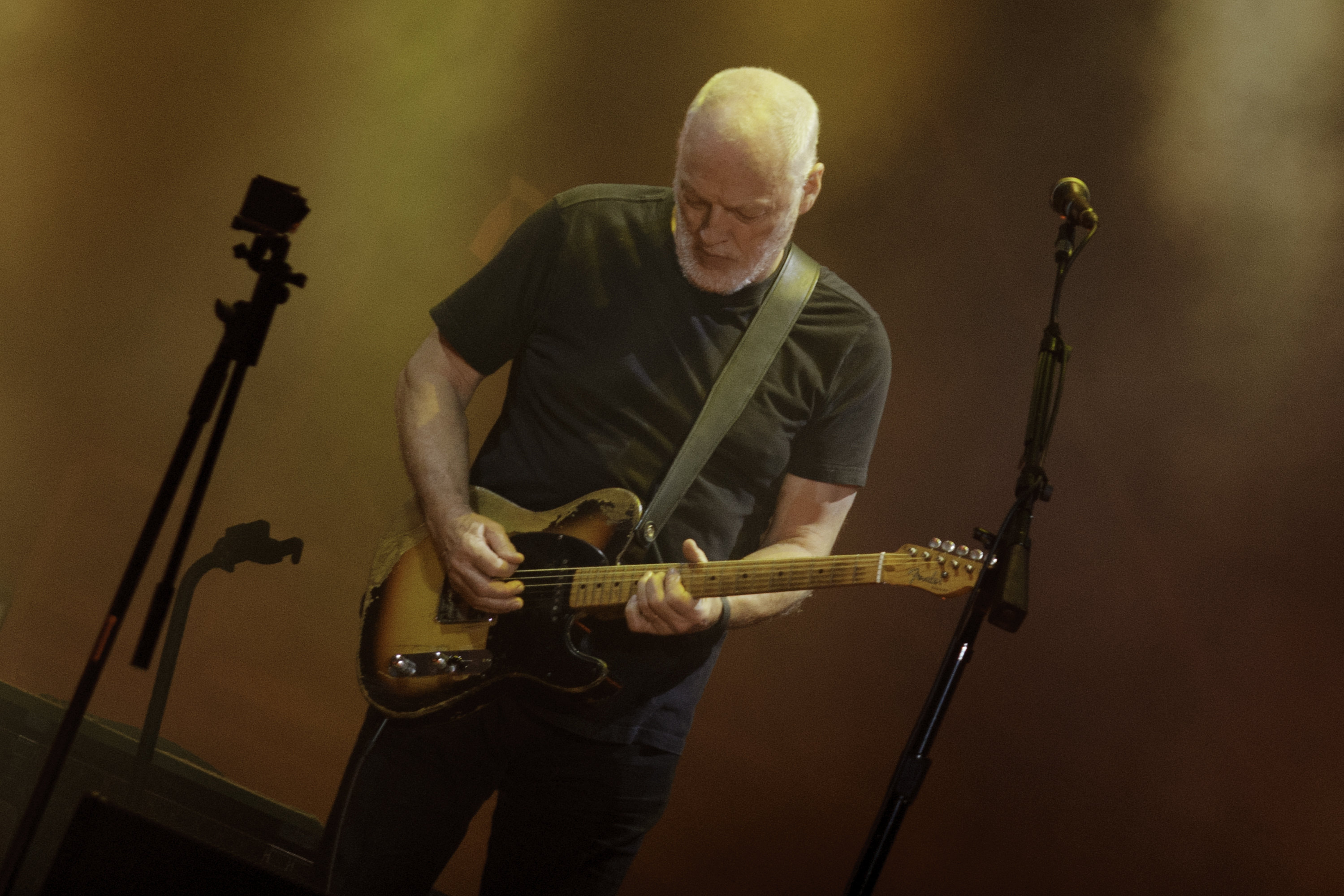
David Gilmour en vivo en Buenos Aires, Argentina, durante la gira promocional del disco Rattle That Lock en 2015.

El 29 de octubre de 2014 el músico comentó en una entrevista para Rolling Stone que su nuevo álbum estaba casi listo y que solamente restaban algunos meses para finalizarlo. También confirmó que saldría de gira tras el lanzamiento del disco.
El 4 de marzo de 2015 fue anunciada una gira europea que daría inicio en septiembre, coincidiendo con el lanzamiento de su cuarto álbum de estudio en calidad de solista. El 16 de julio del mismo año se anunciaron algunas fechas en los Estados Unidos, que se llevarían a cabo entre marzo y abril de 2016.
El 6 de junio de 2015 Gilmour reveló que el título de su nuevo álbum sería Rattle That Lock. Ese mismo año la vida y obra del músico fueron el tema principal del documental de la BBC Two David Gilmour: Wider Horizons, presentado como "un retrato íntimo de uno de los mejores guitarristas y cantantes de todos los tiempos, explorando su pasado y presente".
El 31 de mayo de 2017 se anunció que la nueva producción de Gilmour, Live at Pompeii, sería exhibida en algunos cines el 13 de septiembre de 2017. La cinta documenta los dos conciertos brindados por el músico el 7 y el 8 de julio de 2016 en el anfiteatro romano de Pompeya, emulando una presentación sin público de Pink Floyd en el mismo lugar en 1971. Live at Pompeii fue publicado el 29 de septiembre de 2017 alcanzado la tercera posición en la lista de éxitos UK Album Chart.

### Década de 2020
El 24 de abril de 2024, en sus redes sociales (Instagram, X, Facebook, YouTube) anunció la llegada de un nuevo álbum de estudio llamado Luck and Strange, que será lanzado el 6 de septiembre de 2024. El 26 de abril de ese mismo año lanzó su primer sencillo de su nuevo álbum en YouTube, The Piper's Call. A inicios de mayo reveló la fecha y ubicación de sus shows referidos a su nuevo álbum. Donde estuvo en el Royal Albert Hall del 9 al 15 de octubre de 2024 en Londres; en Roma estuvo en el Circo Massimo el 27, 28, 29 de septiembre y el 1, 2, 3 de octubre de 2024; y en Estados Unidos estuvo en el Hollywood Bowl en Los Ángeles el 29, 30 y 31 de octubre de 2024, y en Nueva York en el Madison Square Garden el 4, 5, 6, 9 y 10 de noviembre de 2024.

## Estilo musical

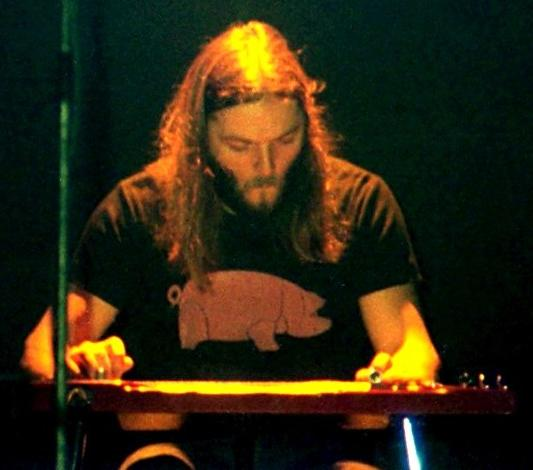
David Gilmour con una guitarra Lap Steel en 1977.

Aunque Gilmour es básicamente conocido por su trabajo como guitarrista, también es un competente multinstrumentista, puesto que toca el bajo, los teclados, la batería, la armónica y el saxofón. Su estilo de ejecución de la guitarra se puede resumir en dos grandes características: por un lado, sus emotivas ejecuciones, y lo complejo de su equipamiento. En cuanto a la ejecución en sí, Gilmour se caracteriza por lograr muy emotivos solos a partir de escalas. En sus solos puede apreciarse el uso casi exclusivo de la escala pentatónica con las blue's notes, en combinación con escalas mayores (ver como ejemplos, «Coming Back to Life»; «Another Brick in the Wall», parte II; «Sorrow»). Gilmour también gusta de improvisar sus solos muy a menudo, apartándose de las grabaciones. Gilmour tiene fraseos muy característicos, que además de su singular sonido, lo apartan del resto de los guitarristas. También se caracteriza por la lentitud de sus solos y por el uso exhaustivo de Bends. Gilmour utiliza mucho la palanca de trémolo de su guitarra, lo cual permite darle más vida y color a sus impresionantes string bendings (estiramientos de cuerdas).

### Equipamiento
Gilmour utiliza una gran cantidad de efectos de sonido, el cual puede resumirse en una perfecta mezcla de la tecnología clásica con la moderna. Siguiendo los discos de Pink Floyd, la técnica como el set de efectos de Gilmour va mejorando y en cierta medida, expandiendo. A modo de resumen, puede caracterizarse los distintos set de efectos de Gilmour en 4 grandes períodos:

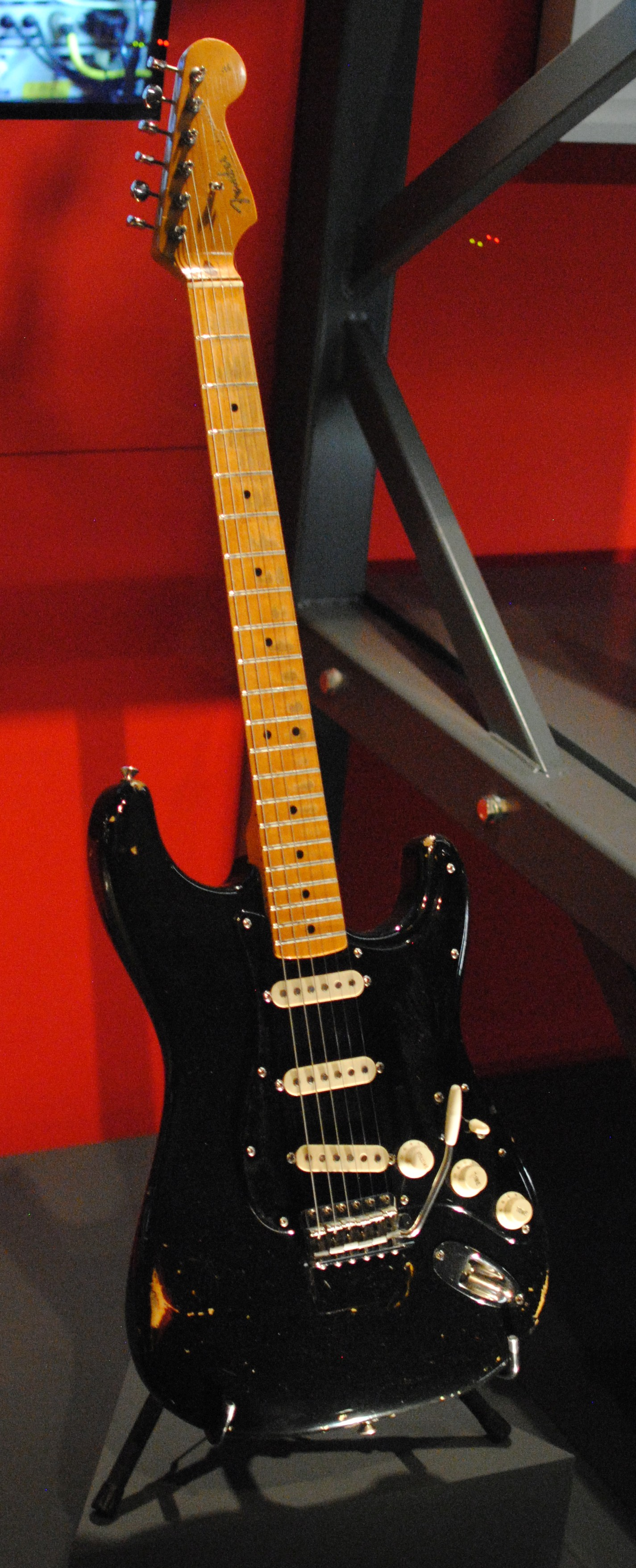
Una Fender Stratocaster usada por David Gilmour. Fue usada en la grabación de todos los álbumes de Pink Floyd y en sus respectivas giras hasta mediados de la década de 1980.

1. Hasta The Dark Side of the Moon, Gilmour utilizaba un set bastante sencillo, que constaba de un wah-wah Vox, un booster Colorsound, un Dallas Arbiter Fuzz-face y un delay a cinta Binson Echorec, todo ello a través de sus típicos amplificadores Hiwatt DR103 con gabinetes WEM 4X12, de los cuales ya no se despojaría. Aquí incursiona con el pedal Uni-vibe, típico de la canción «Breathe».
2. Ya en Wish You Were Here su sonido comienza a complicarse, con el añadido de los pedales phasers de MXR. En el disco Animals este sonido es llevado al extremo con el pedal Phase100 de MXR. Aquí hace incursión del que sería su pedal insignia, que todavía utiliza: el Big Muff V2 «Ram´s Head» de Electro-Harmonix. Pedal que popularizó y que se le relaciona directamente a Gilmour.
3. En la gira de Animals terminaría de complicarse su sonido de fines de los setenta, con el añadido del mencionado Big Muff en reemplazo del Fuzz-face y el también célebre Electric-Mistress de Electro-Harmonix. Gilmour explota al máximo el uso de los compresores como el Dynacomp de MXR. Tampoco se despoja del Booster Colorsound, el cual utilizaría como overdrive también. Este fue el sonido típico de The Wall, de The Final Cut y del primer y segundo disco solista de Gilmour.
4. Tras un período de experimentación y renovación, la cual puede apreciarse en el disco A Momentary Lapse of Reason, Gilmour comienza a reemplazar sus viejos pedales por los modernos pedales Boss, así deja el Colorsound para utilizar el Superoverdrive de Boss, los delays digitales, suma el compresor CS-3 de Boss, cambia los flangers por los Chorus, utiliza el HM-2 de Boss, dándole un uso similar al Big-Muff, el cual conservaría. El set de Gilmour comienza a tomar dimensiones gigantes y su sonido alcanza su máxima calidad en el disco Delicate sound of thunder y P•U•L•S•E, en gran parte gracias a su ingeniero de sonido Phil Taylor.

Actualmente, Gilmour ha optado por volver a utilizar sus efectos clásicos y dejar de lado el equipamiento tan sofisticado que ha desarrollado hasta fines de la década de 1990. Respecto de su afinidad por los efectos de pedal, Gilmour ha manifestado ser «un guitarrista limitado técnicamente, por lo cual los efectos ayudaron a darle a su sonido una mayor complejidad».
Al comienzo de su carrera con Pink Floyd, Gilmour tocó con multitud de guitarras de marca Fender, aunque uno de sus solos más populares («Another Brick in the Wall», parte II) fue grabado con una Gibson Les Paul Goltop equipada con pastillas P-90 y puente Bigsby. Gilmour posee una gran colección de guitarras, la cual incluye una gran variedad de guitarras Grestch, Gibson acústicas, Taylor, Martin, y diversas Stratocaster de Fender, entre ellas la célebre Stratocaster con el número de serie 0001.
Un buen ejemplo del enfoque guitarrístico de Gilmour se puede encontrar en su solo clásico de «Another Brick in The Wall», parte II. Manteniéndose principalmente dentro de la escala pentatónica menor de re (D: D, F, G, A, C) Gilmour cautiva al oyente con inquietantes estiramientos de blues, barridos de cuerda dramáticos y paradas dobles (combinaciones de dos notas). Se da tiempo a sí mismo en todo, él solo y hace uso deliberado del silencio y la repetición melódica. Particularmente convincente es la forma en que Gilmour adorna sus frases con una voz natural, como el vibrato. «Se estira una nota, se mantiene y luego se agita», explica Gilmour: «Es como lo hacen los cantantes de formación clásica, mantienen una nota durante un par de segundos, a continuación, añaden un vibrato. Siempre he disfrutado a los guitarristas que hacen esto bien».
El músico afirma: «Una gran cantidad de guitarristas jóvenes de hoy tienen vibratos horribles. Son ridículamente amplios o demasiado rápidos y suenan nerviosos. Alguien una vez describió el vibrato de Eric Clapton como «culto». Este tipo de vibrato siempre me ha gustado. Nunca lo he analizado o practicado conscientemente. Sólo hay una manera en que se siente bien para mí y una manera en que se siente mal».
En 1996, Gilmour fue incluido en el Salón de la Fama del Rock and Roll como miembro de Pink Floyd. En agosto de 2006, su solo en «Comfortably Numb» fue votado por los espectadores de la estación de radio Planet Rock como el mejor solo de guitarra de la historia jamás grabado.

## Vida personal

### Familia

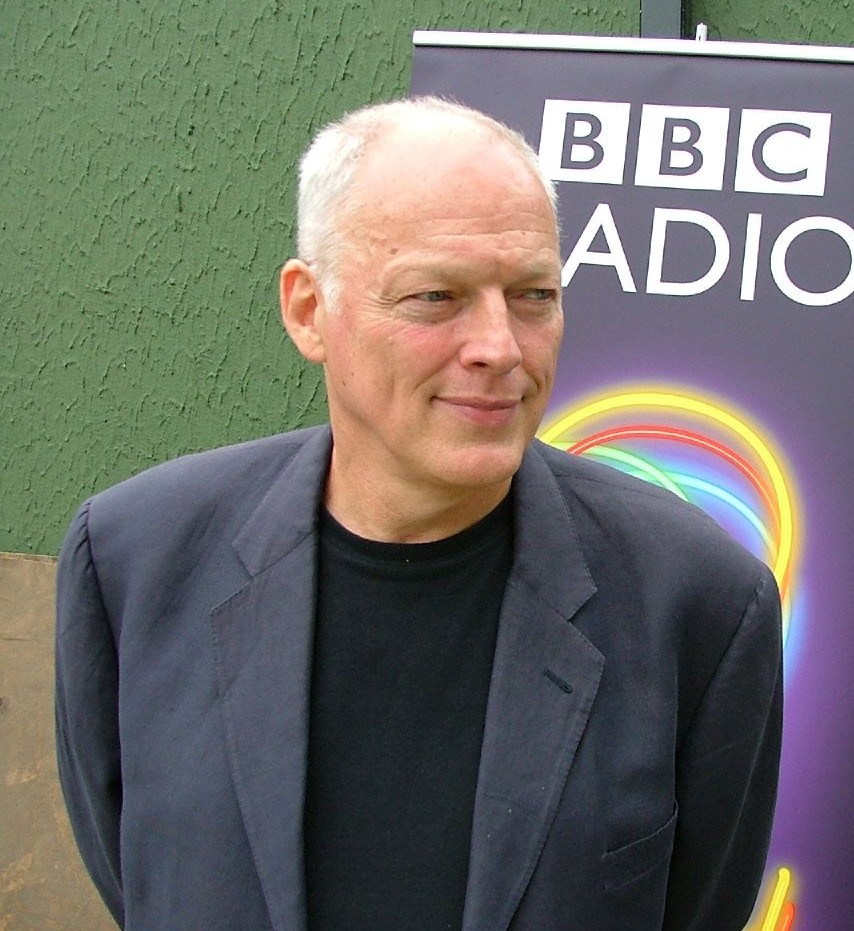
Gilmour en el Live 8, 2005.

David Gilmour contrajo matrimonio en 1975 con la modelo Virginia "Ginger" Hasenbein. De esta unión nacieron cuatro hijos, Alice (nacida en 1976), Clare (nacida en 1979), Sara (nacida en 1983), y Matthew (nacido en 1986). Los niños originalmente asistieron a una Escuela Waldorf, pero Gilmour se refirió a su educación allí como "horrible". En 1994 se casó con la periodista Polly Samson; la pareja tiene cuatro hijos, Charlie (hijo de Samson con Heathcote Williams a quien Gilmour ha adoptado), Joe, Gabriel y Romany. La voz de Charlie puede ser escuchada en una conversación telefónica incorporada en la canción "High Hopes" del disco de Pink Floyd The Division Bell. Gabriel tocó el teclado en la canción "In Any Tongue" del álbum de 2015 Rattle That Lock.
Gilmour es el padrino de la popular actriz Naomi Watts, cuyo padre, Peter Watts, se desempeñaba como ayudante de Pink Floyd durante la década de 1970. Gilmour vive con su familia en una granja cerca a Wisborough Green, Sussex, y también posee una vivienda en Hove.

### Religión y política
El músico ha declarado en varias entrevistas que no cree en la vida después de la muerte y que es ateo. Cuando se trata de las opiniones políticas de Gilmour, él ha declarado que es de izquierda y que sus creencias surgen de las de sus padres; declaró que sus padres eran "lectores del Manchester Guardian". Gilmour heredó el socialismo de sus padres y afirmó que aún se considera socialista. En agosto de 2014 fue una de las 200 figuras públicas que firmaron una carta a The Guardian expresando su esperanza de que Escocia votara para seguir siendo parte del Reino Unido en el referéndum de septiembre sobre ese tema. En mayo de 2017 apoyó al líder del Partido Laborista Jeremy Corbyn en las elecciones generales del Reino Unido. Tuiteó: "Le doy mi voto a los laboristas porque creo en la igualdad social".
Un aspecto que denota sus sentimientos ponderados en política es su declaración si se volvería a reunir con Roger Waters, su esposa, Polly Samson declaró:

-"antisemita hasta la médula". También “un apologista de Putin y un mentiroso, ladrón, hipócrita, evasor de impuestos, misógino, enfermo de envidia, megalómano. Basta ya de tonterías"-

Gilmour ha declarado que no se volvería a subir a un escenarios con alguien que defiende a dictadores, refiriéndose a Putin y Maduro. 

### Filantropía
David se ha asociado con varias organizaciones de caridad. En mayo de 2003 vendió su casa en Little Venice al periodista Charles Spencer y donó los ingresos por valor de 3.6 millones de libras esterlinas a la Fundación Crisis para ayudar a financiar un proyecto de vivienda para personas sin hogar. Otras organizaciones benéficas a las que Gilmour ha prestado apoyo incluyen Oxfam, la Asociación de Salud Mental y Enfermedades de la Unión Europea, Greenpeace, Amnistía Internacional, The Lung Foundation, Nordoff-Robbins, Teenage Cancer Trust y PETA.

### Aviación
Además de su talento para la música, ha desarrollado también su pasión por la aviación, llegando a fundar su propia compañía aérea, Intrepid Aviation, que acabó vendiendo cuando se convirtió en un verdadero negocio. El músico manifestó al respecto:

Intrepid Aviation fue una forma de hacer que mi hobby recibiera algún beneficio económico, pero paulatinamente se convirtió en un negocio. De repente, en lugar de ser un hobby, me di cuenta de que era un negocio y lo vendí. Ya no tengo Intrepid Aviation. Solo tengo un bonito y viejo biplano en el que deambulo por los cielos de vez en cuando.

### Patrimonio
La familia Gilmour cuenta una enorme finca en Wisborough Green, cerca de Horsham, la capital del distrito homónimo en Sussex Occidental, al sudeste de Inglaterra, aproximadamente a 50 kilómetros de Londres.
Su patrimonio se estima en USD $275.000.000 siendo uno de los artistas mejor pagados de la historia del rock. Posee una cadena de restaurantes, varios inmuebles y un equipo de futbol.

## Premios y reconocimientos
La revista Rolling Stone lo colocó en el lugar 14.º dentro de la lista de los 100 guitarristas más grandes de todos los tiempos.
La revista Guitar World realizó una encuesta entre sus lectores buscando los mejores solos de guitarra, con tres resultados para Gilmour en los puestos 4 (con "Comfortably Numb"), 21 (con "Time") y 62 (con "Money").

## Discografía

### Solista

#### Álbumes de estudio
- David Gilmour (1978)
- About Face (1984)
- On an Island (2006)
- Rattle That Lock (2015)
- Luck and Strange (2024)

#### Videos
- David Gilmour Live 1984 (1984, VHS)
- David Gilmour in Concert (2002, DVD)
- Remember That Night (2007, DVD)
- Live in Gdańsk (2008, DVD)
- Live at Pompeii (2016, DVD)

### Colaboraciones en discos de otros artistas
- The Madcap Laughs (Syd Barrett) (1970) (produce y toca en varios temas)
- Barrett (Syd Barrett) (1970) (produce y toca el bajo)
- Blue Pine Trees (Unicorn) (1974) (produce y toca en varios temas)
- HQ (Roy Harper) (1975) (toca en "The Game")
- Back To The Egg (The Wings) (1979) (toca en "Rockestra Theme" y "So Glad To See You Here")
- The Dreaming (Kate Bush) (1982) (voz en "Pull Out The Pin")
- Headline News (Atomic Rooster) (1983) (guitarra en cuatro canciones)
- Give My Regards To Broad Street (Paul McCartney) (1984) (toca en "No More Lonely Nights")
- Profiles (Nick Mason-Rick Fenn) (1985) (voz y guitarra en "Lie For A Lie")
- Brother Where You Bound (Supertramp) (1985) (guitarra en "Brother Where You Bound")
- So Red The Rose (Arcadia) (1985) (toca en "The Promise")
- Boys and Girls (Bryan Ferry)(1985)
- White City: A Novel (Pete Townshend) (1986) (toca en "White City" y "Give Blood")
- Slave To The Rhythm (Grace Jones) (1987) (toca en varios temas sin figurar en los créditos)
- The Dream Academy (The Dream Academy) (1988) (toca en "Bound To Be" y "The Party")
- One More Story (Peter Cetera) (1988) (toca en "Body Language (There in the Dark)" y "You Never Listen to Me")
- Flowers in the Dirt (Paul McCartney) (1989) (toca en "We Got Married")
- Roé, (Roé) (1990) (guitarra en "Como el agua")
- The One (Elton John) (1992) (guitarra en "Understanding Women")
- Run Devil Run (Paul McCartney) (1999) (toca en todo el disco)
- A Valid Path (Alan Parsons) (2004) (guitarra en "Return to Tungunska")
- Metallic Spheres (The Orb) (2010) (voces, guitarra y composición)